# Schasiura mimica
Schasiura mimica är en fjärilsart som beskrevs av Butler 1877. Schasiura mimica ingår i släktet Schasiura och familjen björnspinnare. Inga underarter finns listade.